# Le Mayet-de-Montagne
Le Mayet-de-Montagne (okzitanisch Lo Maiet de Montanha) ist eine französische Gemeinde mit 1388 Einwohnern (Stand 1. Januar 2022) im Département Allier in der Region Auvergne-Rhône-Alpes. Sie ist Teil des Kantons Lapalisse im Arrondissements Vichy.

## Geografie
Le Mayet-de-Montagne liegt auf einer Höhe von etwa 550 Metern über dem Meer, etwa 25 Kilometer ostsüdöstlich von Vichy am Rand des Zentralmassives. Im Gemeindegebiet von Le Mayet entspringt der Jolan, ein Nebenfluss des Sichon.

## Bevölkerungsentwicklung
| Jahr                       | 1962 | 1968 | 1975 | 1982 | 1990 | 1999 | 2006 | 2016 | 2019 |
| Einwohner                  | 1577 | 1694 | 1761 | 1664 | 1609 | 1601 | 1477 | 1384 | 1384 |
| Quellen: Cassini und INSEE |      |      |      |      |      |      |      |      |      |

## Gemeindepartnerschaften
Seit 1992 besteht eine Partnerschaft zwischen Le Mayet-de-Montagne und der Gemeinde Vogt im Landkreis Ravensburg (Baden-Württemberg, Deutschland).